# Petr Šlegr
Petr Šlegr (* 8. července 1977 Kladno) je dopravní odborník, manažer a pedagog.

## Studia a počátek kariéry
Vystudoval FEL ČVUT v Praze studijní program Elektrotechnika a informatika, obor softwarové inženýrství a působil jako vývojář softwaru, překladatel. Vyučoval informatiku na ČVUT a na Technické univerzitě v Liberci.

## Působení na ministerstvu dopravy
Od roku 2006 byl vrchním ředitelem Sekce strategie, veřejné dopravy a ekologie Ministerstva dopravy ČR. Od 1. ledna 2009 přišel o gesci za veřejnou dopravu a do jeho kompetencí nadále spadala jen vodní doprava, družicový navigační systém Galileo a problematika vysokorychlostních železničních tratí.
V rámci své práce na MD se mj. podílel na přistoupení ČR do Evropské kosmické agentury. Dále se věnoval rozvoji veřejné dopravy (např. přípravě zákona o veřejné dopravě), harmonizaci podmínek mezi silniční a železniční dopravou, rozvoji příměstské železnice (např. projektu modernizace železnice Praha – Kladno s odbočkou na letiště Ruzyně nebo Nového spojení II.) a přípravě výstavby vysokorychlostních železničních tratí.
Z funkce náměstka ministra byl odvolán v dubnu 2009. Na jeho místo byl nominován člen SZ Eduard Havel, který je blízkým spolupracovníkem Martina Bursíka.

## Politická kariéra
Byl členem Strany zelených, ve které byl předsedou její dopravní sekce a členem její republikové rady. Byl dlouhodobým kritikem tehdejšího vedení SZ zejména předsedy Martina Bursíka a předsedkyně poslaneckého klubu SZ Kateřiny Jacques. Byl signatářem tzv. Demokratické výzvy v SZ. V dubnu 2009 ze SZ vystoupil.

## Nevládní angažmá
Po odchodu z Ministerstva dopravy založil v roce 2009 nevládní neziskovou organizaci zaměřenou na propagaci železnice a veřejné dopravy pojmenovanou Centrum pro efektivní dopravu, kterou od jejího založení vedl. Vedle komentování událostí v oblasti dopravy se podílel na vydání dvou publikací o železnici a organizaci konferencí.

## Působení u manažera železniční infrastruktury a u Českých drah
V letech 2007–2009 působil jako předseda Řídícího výboru Českých drah.
Od 1. 5. 2012 byl Šlegr jmenován náměstkem generálního ředitele Správy železniční dopravní cesty pro modernizaci dráhy. Ke 30. 6. 2013 byl Šlegr generálním ředitelem Jiřím Kolářem odvolán, jako jeden z neoficiálních důvodů bylo uváděno, že se Šlegr příliš věnoval přípravě vysokorychlostních tratí v ČR. Do prosince 2014 působil jako ředitel odboru přípravy staveb.
Od února 2022 do října 2024 byl členem dozorčí rady Českých drah. Podle svých slov byl odvolán nejen kvůli tomu, že Piráti opustili vládu Petra Fialy, ale také, že prosazoval, aby představenstvo ČD uhradilo náklady na jejich služební cestu na fotbalový šampionát v Německu v létě 2024. Při působení v dozorčí radě také kritizoval přímé zadání zakázky na BEMU bez zadávacího řízení.

## Publikace
Petr Šlegr je vedoucí autorského týmu knihy Rychlá železnice i v České republice, spoluautor publikace Příměstská železnice páteř veřejné dopravy a autor námětu dokumentárního filmu Švýcarská veřejná doprava.